# Robert Almer
Robert Almer (* 20. März 1984 in Bruck an der Mur) ist ein ehemaliger österreichischer Fußballtorwart, -funktionär und Torwarttrainer.

## Spielerkarriere

### Verein
Robert Almer wurde als Sohn von Paul Almer und seine Ehefrau in Bruck an der Mur geboren, wuchs in Birkfeld in der Steiermark auf, wo er im elterlichen Obstgarten seine Karriere als Fußballspieler begann. Seine Vereinskarriere startete er beim lokalen Verein SV Birkfeld, bei dem zunächst als Stürmer spielte. Mit 13 Jahren wechselte Almer ins Tor und wurde mit 15 zum ersten Mal in eine österreichische Nachwuchsnationalmannschaft berufen.
Almers erste Profistation war der SK Sturm Graz. Nach erfolgreichen Auftritten in der Amateur- und Jugendmannschaft des Vereins wechselte er schließlich zu Austria Wien. Nach einem Jahr wurde er an den in Kooperation mit der Austria stehenden SCR Altach verliehen, um Spielpraxis zu sammeln; zuvor hatte er kurzfristig beim SC Untersiebenbrunn unter Vertrag gestanden. Nach dem Gastspiel in Altach wechselte Almer zum DSV Leoben, ebenfalls ein Kooperationsverein der Austria.
Nach einem halben Jahr in Leoben kehrte Almer zur Austria zurück und war einer der Torhüter bei den Amateuren in der zweitklassigen Erste Liga und Ersatztormann der Profimannschaft. Zur Saison 2006/07 wechselte er zum österreichischen Bundesligisten und UEFA-Cup-Starter SV Mattersburg, bei dem er auch seinen ersten Einsatz in der höchsten österreichischen Spielklasse hatte. Zur Saison 2008/09 kehrte er im Tauschgeschäft gegen Thomas Salamon zur Austria zurück. Er stand im Kader der Mannschaft, die den ÖFB-Cup gewann. Seit dieser Saison kam er immer wieder zu Einsätzen als Ersatztorhüter für Szabolcs Sáfár und Heinz Lindner.
Mit dem Beginn der Spielzeit 2011/12 wechselte Almer zum deutschen Zweitligisten Fortuna Düsseldorf (12 Einsätze). Mit der Fortuna stieg er in die Bundesliga auf. Hinter Fabian Giefer war er nur zweiter Torhüter und kam lediglich zu einem Einsatz.
Nach dem Abstieg in die zweite Liga im Mai 2013 verließ er den Verein. Zur Saison 2013/14 unterschrieb er einen Vertrag beim FC Energie Cottbus.
Im Jahr danach verpflichtete der Bundesligist Hannover 96 den Österreicher als zweiten Torwart und stattete ihn mit einem Vertrag bis zum Ende der Saison 2014/15 aus.
Zur Spielzeit 2015/16 kehrt Almer zum FK Austria Wien zurück und ist dort als Stammtorwart und Kapitän gesetzt.
Am 20. Oktober 2016 verletzte er sich beim Europa-League-Spiel gegen die AS Rom schwer (Riss von Kreuzband, Außenband und Innenmeniskus). Nach der Saison 2017/18 war sein Abgang von der Austria geplant. Am 4. Juni 2018 gab Almer sein Karriereende aufgrund der Knieverletzung bekannt.

### Nationalmannschaft
Almer war Tormann der U-19-Nationalmannschaft Österreichs, die 2003 bei der U-19-Europameisterschaft in Liechtenstein die Bronzemedaille holte. Er spielte 30 Jugendländerspiele in diversen Nachwuchsmannschaften Österreichs.
Im November 2009 wurde er für das ÖFB-Länderspiel gegen Spanien erstmals in die A-Nationalmannschaft einberufen. Am 15. November 2011 gab er sein Debüt für die A-Nationalmannschaft im Freundschaftsspiel gegen die Ukraine, in dem er über die volle Spieldistanz zum Einsatz kam. Beim darauffolgenden 3:1-Länderspielsieg gegen Finnland wurde Almer ebenfalls wieder über die gesamte Spielzeit aufgeboten.
Am 5. September 2015 übertraf Almer im EM-Qualifikationsspiel gegen Moldawien den ÖFB-Rekord von 458 Minuten ohne Gegentreffer, den Friedl Koncilia zwischen 1982 und 1983 aufgestellt hatte. Im darauffolgenden Spiel gegen Schweden erhöhte er den Rekord bis zum Gegentreffer von Zlatan Ibrahimović auf 603 Minuten.
Am 12. Mai 2016 berief Österreichs Nationaltrainer Marcel Koller Robert Almer als Nummer 1 im Tor in den Kader für die Europameisterschaft 2016. Er stand in allen drei Partien bis zum Ausscheiden des Teams nach der Gruppenphase im Tor.

## Karriere als Trainer und Funktionär
Nach seinem Karriereende kündigte er im Juni an, künftig als Tormanntrainer für die SV Mattersburg zu arbeiten. Nach zwei Monaten als Torwarttrainer des Vereins wurde er zusätzlich im August 2018 Sportlicher Leiter von Mattersburg. Im Oktober 2018 verlautbarte Almer, dass ein Ausführen beider Positionen langfristig nicht miteinander vereinbar sei und man vereinsintern bald eine andere Lösung finden würde.
Aus privaten Gründen verließ er die SV Mattersburg nach Ende der Saison 2018/19 und nahm eine Tätigkeit als Tormanntrainer beim ÖFB auf. Ende März 2023 beendete er seine Tätigkeit beim ÖFB aufgrund einer beruflichen Neuorientierung.
Seit Dezember 2019 ist er im Besitz der UEFA-Torwarttrainer-A-Lizenz. Von 2019 bis 2021 machte er an der Bundessportakademie in Wien die Ausbildung für die UEFA-A-Lizenz, die er im Mai 2019 ausgestellt bekam.

## Erfolge
- 1 × Teilnahme an der U-19-Europameisterschaft: 2003 (Halbfinale)
- 1 × Österreichischer Cupsieger: 2009
- 1 × Teilnahme an der Europameisterschaft 2016

## Privates
Seit 2009 ist er mit Dominique Nadarajah, der Schwester von Fabienne Nadarajah, verheiratet, mit der er bereits seit 2003 liiert ist. Im Dezember 2012 kam die gemeinsame Tochter zur Welt. 2016 wurde der gemeinsame Sohn geboren.
Im Jahr 2010 gründete er zusammen mit Christian Fuchs die Aktion Stars4Stars, bei der behinderte Sportler gefördert werden sollten.
2017 nahm er an der Promi-Millionenshow teil; die Folge wurde am 23. Oktober 2017 ausgestrahlt.
Zwischen 2017 und 2020 studierte Almer an der FH Burgenland Business Administration & Sport und schloss das Studium in weiterer Folge mit einem Master of Business Administration (MBA) ab.
Am 8. März 2021 wurde Almer als Wackeldackel bei The Masked Singer Austria enttarnt.
Nach seinem freiwilligen Ausscheiden als Torwarttrainer beim ÖFB begann Almer ein weiterführendes Studium zum Physiotherapeuten an der FH Campus Wien.